# オー・エル・エム
株式会社オー・エル・エム（英: OLM, Inc.）は、日本のアニメ・映画制作会社。株式会社IMAGICA GROUPの連結子会社。日本動画協会正会員。

## 概要
『ポケットモンスター』シリーズやレベルファイブ作品を筆頭に、制作作品の大半がキッズアニメである。小学館の子供向け雑誌と独占的にタイアップすることが非常に多いものの、同社や小学館集英社プロダクションなどの小学館グループ各社との資本上の関わりは無い。
設立からしばらくはいわゆる深夜アニメなど、20代から40代を対象としたアニメも多数制作していたが、2007年に当時制作プロデューサーだった岩佐岳がWHITE FOXを設立し独立したのを境に、現在の制作様式が確立された。実写映画やフル3DCGアニメにも参入している。2017年以降は制作本数が大幅に増加し、シンエイ動画など同業他社と共同で制作するケースも増えている。なお2020年4月期にはOLM単独制作としては約13年ぶりとなる深夜アニメが放送され、以降は年に数作程度の深夜アニメを手掛けるようになっている。
制作・演出・作画部門と仕上げ・背景・撮影を行う2D部門を擁する。CG制作業務は関連会社の「オー・エル・エム・デジタル」（OLM Digital）が担う。2D部門は、2007年頃までオー・エル・エム・デジタルの部門だった。
OLMでは、プロデューサー単位のチーム制を導入しており、クレジットではOLMの社名ロゴに加え、「TEAM ○○」と表記される。2014年3月までは代表取締役の奥野や神田が「プロデューサー」としてクレジットされ、チームのプロデューサーは「制作担当」と表記されていた。
2005年10月には実写製作プロデュース専門チームのTEAM MIYAGAWAが新設され、現在はTEAM MIIKEとして三池崇史監督作品などを手掛けている。実写ではアニメ作品に先駆けて4K・8K対応化も積極的に行っている。
2024年4月1日付のIMAGICA GROUP人事異動に伴い、創業時より代表取締役社長を務めてきた奥野敏聡が退任し、後任には取締役副社長を務めた釜秀樹が就任した。

## 社名について
「Oriental Light & Magic Inc.」（オリエンタル・ライト&マジック）の頭文字を取ったものである。過去に英語表記の際、O.L.Mとクレジットしていた時期もあり、テレビシリーズ『ポケットモンスター』では、『ダイヤモンド&パール』第182話までOPクレジットではO.L.Mと表記されている。過去にはO･L･Mとも表記していた。ジョージ・ルーカスが創設したインダストリアル・ライト&マジック（Industrial Light & Magic／ILM）との関係性は特にない。

## 略史

### 設立当時のメンバー
現代表である奥野敏聡は、かつてオービー企画のプロデューサーであった。オービー企画はアニメスタジオ「パステル」を抱えており、パステルのプロデューサーだった神田修吉はOLMの取締役に就任。パステルからは他に神田の部下の太田昌二、パステルを拠点に演出をしていた湯山邦彦、スタジオジャイアンツからは高橋ナオヒト、千羽由利子、神田がかつて在籍し、『タッチ』などを通じてオービー企画と関係があったスタジオぎゃろっぷからは小板橋司、和崎伸之とぎゃろっぷ中心で活動していたフリー演出家・水谷貴哉がOLMの設立に参加した。また湯山の1980年代の監督作でキーアニメーターを務めた作画スタジオアニメアールの毛利和昭が後に参加した。

### デジタルアニメへの移行
1995年にオー・エル・エム・デジタルを設立し、デジタルペイントやコンポジット撮影といったデジタル制作を導入。当初デジタル制作は『ポケットモンスター』のオープニングアニメーションやエンディングアニメーションなど、限られた部分で使用されていた。テレビシリーズとしては『ああっ女神さまっ 小っちゃいって事は便利だねっ』が、全編デジタル制作による最初の作品である。
2010年代にはToon Boomを使用したデジタル作画の導入を始め、『ポケットモンスター XY&Z』第12話内のミニコーナー「パフォーマー通信」（2016年1月28日、テレビ東京系列放送回）においては、結成されたToon Boomデジタル作画チームによって初めて作画が行われた。また、2017年に放送された『ピカイア!!』（全13話）では、ToonBoom Harmonyをメインに制作が行われ、グラフィニカ、シグナル・エムディといったデジタル作画を積極的に導入するスタジオとの共同作業が試みられた。以降はCLIP STUDIO PAINTを採用し、後述のOLM ASIA SDN BHDで導入されている。

### IRHグループ企業化
2015年12月22日、イマジカ・ロボット ホールディングス（IRH）と基本合意書を締結し、同社の子会社化が発表される。2016年4月4日付けで、イマジカ・ロボット ホールディングスが奥野らの既存の株主から株式譲渡を受け、51.33％まで買い増す事に従って子会社となる。
2017年12月、マレーシアに現地法人となる「OLM ASIA SDN BHD」を設立。デジタル作画・仕上を請け負う。
2024年4月、花小金井にデジタル作画を行う新スタジオを設立。
2024年10月、タイに現地法人となる「OLM (Thailand) Co., Ltd.」を設立。

## OLMのチーム
チームごとに企画制作をするのではなく、チーム単位で制作を請け負うシステムである。
チームのプロデューサーは、特記のないものはクレジット上ではアニメーションプロデューサーとしてクレジットされる。
| 名称          | プロデューサー | 備考 |
| ------------- | -------------- | --- |
| TEAM KATO     | 加藤浩幸       | TEAM OTA→IGUCHI→IWASA→OTA→KAMEIより分派。 『ポケットモンスター』の制作（第45話まで）途中より後述のTEAM KUMEMURAに分派。     |
| TEAM INOUE    | 井上たかし     | TEAM WASAKIより分派。 『ニンジャラ』の制作（第112話まで）途中より後述のTEAM HIKITAに分派。                                  |
| TEAM YOSHIOKA | 吉岡大輔       | オフィスていくおふ出身。 TEAM IWASA→KAMEI→WASAKIより分派。 後述するTEAM WASAKIより改称したチーム。                          |
| TEAM MASUDA   | 増田克人       | ゴンゾ→Seven Arcs→AXsiZ→キネマシトラス→MAPPA出身。 TEAM SAKURAIより分派。                                                   |
| TEAM KUMEMURA | 久米村誠       | アンサー・スタジオ出身。 TEAM KOITABASHI→INOUE→KATOより分派。 前述したTEAM KATOの制作ラインの一部を引き継いだチーム。       |
| TEAM HIKITA   | 引田崇人       | TEAM KATO→WASAKI→INOUE→Go→INOUEより分派。 前述したTEAM INOUEの制作ラインの一部を引き継いだチーム。                          |
| TEAM MIIKE    | 坂美佐子       | 実写（三池崇史作品）プロデュース。 2024年現在、当社の常務取締役および子会社である OLM Digitalの代表取締役社長を務めている。 |

| プロデューサー | 備考                                                       |
| -------------- | ---------------------------------------------------------- |
| 草壁匠         | XEBEC→SUNRISE BEYOND出身。                                 |
| 正田聡史       | ゴンゾ出身。 TEAM WASAKI→KOITABASHI→INOUE→Go→ABEより分派。 |
| 住友英司       | ゴンゾ→Studio五組出身。 TEAM KOJIMA→MASUDA→INOUEより分派。 |

| 名称            | プロデューサー | 備考 |
| --------------- | -------------- | --- |
| TEAM OTA        | 太田昌二       | パステル出身。創立時のチーム。 OLMのテレビアニメ最初の元請作品である『愛天使伝説ウェディングピーチ』の制作を担当。 『さぁイコー! たまごっち』の制作を最後にチームを解散。                                                        |
| TEAM IGUCHI     | 井口憲明       | ランダム→コープ出身。創立時のチーム。 『ポケットモンスター ダイヤモンド&パール』の制作（第136話まで）を最後にチームを解散。 |
| TEAM KOITABASHI | 小板橋司       | スタジオぎゃろっぷ（現：ぎゃろっぷ）出身。創立時のチーム。 『ポチっと発明 ピカちんキット』の制作を最後にチームを解散。 |
| TEAM WASAKI     | 和崎伸之       | スタジオぎゃろっぷ（現：ぎゃろっぷ）出身。 TEAM KOITABASHIより分派。 『かみさまみならい ヒミツのここたま』の制作（第51話まで）を最後にチーム名を改称、以降は前述のTEAM YOSHIOKAを参照。                                          |
| TEAM IWASA      | 岩佐岳         | TEAM IGUCHI→OTA→KOITABASHI→OTAより分派。 『剣風伝奇ベルセルク』制作時に作画分室「スタジオてとら」を主宰。 『うたわれるもの』の制作を最後にチームを解散し、WHITE FOXを設立。                                                      |
| TEAM KAMEI      | 亀井康輝       | TEAM KOITABASHIより分派。 『100%パスカル先生』の制作を最後にチームを解散。 |
| TEAM KAWAKITA   | 河北学         | TEAM WASAKI→INOUEより分派。 『イナズマイレブン オリオンの刻印 』の制作を最後にTEAM INOUEと統合。 『トミカ絆合体 アースグランナー』『妖怪ウォッチ♪』『ニンジャラ』にて制作担当を務めたのち退社。 2024年現在はアクアスターに所属。 |
| TEAM Go         | 澤田剛         | TEAM KAMEI→WASAKI→KOITABASHIより分派。 『カードファイト!! ヴァンガード（新右衛門編）』の制作を最後にTEAM INOUEと統合。 |
| TEAM SAKURAI    | 櫻井涼介       | SynergySP出身。 『ゾイドワイルド』の制作を最後にチームを解散。 2024年現在はイーストフィッシュスタジオに所属。 |
| TEAM KOJIMA     | 児島宏明       | A-line→ディオメディア出身。 TEAM KAMEIより分派。 『サマータイムレンダ』の制作を最後にチームを解散し、バグフィルム（ツインエンジン傘下）を設立。                                                                                  |
| TEAM ABE        | 阿部勇         | 伽藍→SynergySP出身。 TEAM INOUEより分派。 『新幹線変形ロボ シンカリオンZ』の制作を最後にチームを解散。 2024年現在はKONAMI Animationに所属。                                                                                      |
| TEAM MIYAGAWA   | 三宅川敬輔     | 実写プロデュース。 FCC移籍に伴いチームを解散。 |

| プロデューサー | 備考 |
| -------------- | --- |
| 松浦一郎       | TEAM IGUCHI→WASAKIより分派。 『イナズマイレブンGO ギャラクシー』（第17話まで）の制作を最後にTEAM KOITABASHIに合流。再び制作デスクを務めたのち退社。 2022年現在はジェノスタジオに所属。 |
| 富田暁         | アクタス→ARTLAND→ZEXCS出身。 TEAM WASAKI→松浦一郎のチームより分派。 2024年現在はDivision 2に一時的に合流。                                                                             |

## 作品履歴

### テレビアニメ
| 放送年 | 放送期間          | タイトル                                                          | 制作チーム                                      | 監督                                | 備考                                                   |
| ------ | ----------------- | ----------------------------------------------------------------- | ----------------------------------------------- | ----------------------------------- | ------------------------------------------------------ |
| 1995年 | 4月 - 1996年3月   | 愛天使伝説ウェディングピーチ                                      | TEAM OTA                                        | 湯山邦彦                            |                                                        |
| 1995年 | 10月 - 1997年3月  | モジャ公                                                          | TEAM IGUCHI                                     | えんどうてつや                      |                                                        |
| 1997年 | 4月 - 2002年11月  | ポケットモンスター                                                | TEAM OTA                                        | 湯山邦彦（総） 日高政光             |                                                        |
| 1997年 | 10月 - 1998年4月  | 剣風伝奇ベルセルク                                                | TEAM IGUCHI                                     | 高橋ナオヒト                        |                                                        |
| 1998年 | 4月 - 1999年3月   | ああっ女神さまっ 小っちゃいって事は便利だねっ                     | TEAM KOITABASHI                                 | 松村康弘                            |                                                        |
| 1999年 | 4月 - 6月         | To Heart                                                          | TEAM WASAKI                                     | 高橋ナオヒト                        |                                                        |
| 1999年 | 10月 - 2000年4月  | 鋼鉄天使くるみ                                                    | TEAM WASAKI                                     | 高橋ナオヒト                        |                                                        |
| 2000年 | 12月30日          | ポケットモンスター ミュウツー! 我ハココニ在リ                     | TEAM OTA                                        | 湯山邦彦（総） 日高政光             | 協力:TEAM WASAKI                                       |
| 2001年 | 4月 - 6月         | 鋼鉄天使くるみ2式                                                 | TEAM WASAKI                                     | 高橋ナオヒト 深沢幸司               |                                                        |
| 2001年 | 4月 - 6月         | こみっくパーティー                                                | TEAM IGUCHI                                     | 須藤典彦                            |                                                        |
| 2001年 | 5月 - 2002年5月   | フィギュア17 つばさ&ヒカル                                        | TEAM WASAKI                                     | 高橋ナオヒト                        |                                                        |
| 2001年 | 10月 - 2002年4月  | カスミン                                                          | TEAM IWASA                                      | 本郷みつる                          |                                                        |
| 2001年 | 12月30日          | ポケットモンスタークリスタル ライコウ雷の伝説                     | TEAM KOITABASHI                                 | 湯山邦彦（総） 日高政光             | 協力:TEAM WASAKI                                       |
| 2002年 | 10月 - 2003年4月  | カスミン（第2シリーズ）                                           | TEAM IWASA                                      | 本郷みつる                          |                                                        |
| 2002年 | 11月 - 2003年1月  | PIANO                                                             | TEAM IGUCHI                                     | 須藤典彦                            |                                                        |
| 2002年 | 11月 - 2006年9月  | ポケットモンスター アドバンスジェネレーション                     | TEAM OTA →TEAM IGUCHI                           | 湯山邦彦（総） 日高政光 須藤典彦    |                                                        |
| 2002年 | 12月 - 2004年9月  | ポケットモンスター サイドストーリー                               | TEAM KOITABASHI TEAM OTA TEAM IWASA TEAM IGUCHI | 湯山邦彦 須藤典彦                   |                                                        |
| 2003年 | 4月 - 10月        | カスミン（第3シリーズ）                                           | TEAM IWASA                                      | 本郷みつる                          |                                                        |
| 2003年 | 4月 - 2005年3月   | コロッケ!                                                         | TEAM IGUCHI                                     | 高橋ナオヒト 須藤典彦               |                                                        |
| 2003年 | 10月 - 2004年3月  | おもいっきり科学アドベンチャー そーなんだ!                        | TEAM IWASA                                      | 須藤典彦                            |                                                        |
| 2003年 | 10月 - 12月       | 神魂合体ゴーダンナー!!                                            | N/A                                             | 長岡康史                            | 共同制作:AIC                                           |
| 2004年 | 1月 - 12月        | モンキーターン/モンキーターンV                                    | N/A                                             | 秋山勝仁                            | アニメーション制作協力:AIC                             |
| 2004年 | 4月 - 6月         | 神魂合体ゴーダンナー!! SECOND SEASON                              | N/A                                             | 長岡康史                            | 共同制作:AIC ASTA                                      |
| 2004年 | 7月 - 2005年5月   | アガサ・クリスティーの名探偵ポワロとマープル                      | TEAM IWASA                                      | 高橋ナオヒト                        |                                                        |
| 2004年 | 10月 - 12月       | ToHeart Remember my memories                                      | N/A                                             | 元永慶太郎                          | 共同制作:AIC ASTA                                      |
| 2005年 | 8月 - 2006年2月   | 強殖装甲ガイバー                                                  | TEAM WASAKI                                     | 秋山勝仁                            |                                                        |
| 2005年 | 10月 - 2006年1月  | ToHeart2                                                          | TEAM IGUCHI                                     | 須藤典彦                            |                                                        |
| 2006年 | 4月29日           | 戦慄のミラージュポケモン                                          | TEAM OTA                                        | 湯山邦彦（総） 日高政光             |                                                        |
| 2006年 | 4月 - 6月         | 魔界戦記ディスガイア                                              | TEAM IGUCHI                                     | 井硲清高                            |                                                        |
| 2006年 | 4月 - 6月         | RAY THE ANIMATION                                                 | TEAM IGUCHI                                     | 高橋ナオヒト                        |                                                        |
| 2006年 | 4月 - 9月         | うたわれるもの                                                    | TEAM IWASA                                      | 小林智樹                            |                                                        |
| 2006年 | 9月8日            | ポケモン不思議のダンジョン 出動ポケモン救助隊ガンバルズ!          | TEAM KOITABASHI                                 | 湯山邦彦                            |                                                        |
| 2006年 | 9月 - 2010年9月   | ポケットモンスター ダイヤモンド&パール                            | TEAM IGUCHI →無表記 →TEAM KATO                  | 湯山邦彦（総） 須藤典彦 浅田裕二    |                                                        |
| 2006年 | 10月 - 12月       | Gift 〜ギフト〜 eternal rainbow                                   | TEAM IWASA                                      | きみやしげる                        |                                                        |
| 2006年 | 10月 - 2007年3月  | スーパーロボット大戦OG -ディバイン・ウォーズ-                     | TEAM IWASA                                      | 角銅博之                            |                                                        |
| 2007年 | 1月 - 2008年3月   | デルトラクエスト                                                  | TEAM WASAKI                                     | 本郷みつる                          |                                                        |
| 2007年 | 9月9日            | ポケモン不思議のダンジョン 時の探検隊・闇の探検隊                 | TEAM OTA                                        | 湯山邦彦                            |                                                        |
| 2007年 | 12月 - 2008年2月  | さぁイコー! たまごっち                                            | TEAM OTA                                        | 浅田裕二                            |                                                        |
| 2008年 | 10月 - 2011年4月  | イナズマイレブン                                                  | TEAM WASAKI                                     | 秋山勝仁 宮尾佳和                   |                                                        |
| 2009年 | 4月12日           | ポケモン不思議のダンジョン 空の探検隊 時と闇をめぐる最後の冒険    | TEAM KAMEI                                      | 湯山邦彦                            |                                                        |
| 2009年 | 10月              | うさるさん。                                                      | TEAM KOITABASHI                                 | 外山草                              |                                                        |
| 2009年 | 10月 - 2012年9月  | たまごっち!                                                       | TEAM KAMEI                                      | 志村錠児                            |                                                        |
| 2010年 | 2月28日、3月7日   | ポケモンレンジャー 光の軌跡                                       | TEAM KATO                                       | 湯山邦彦（総） 須藤典彦             |                                                        |
| 2010年 | 9月 -             | はなかっぱ                                                        | N/A                                             | のなかかずみ                        | 共同制作:XEBEC→シグナル・エムディ→単独制作             |
| 2010年 | 9月 - 2012年6月   | ポケットモンスター ベストウイッシュ                               | TEAM KATO                                       | 湯山邦彦（総） 須藤典彦             |                                                        |
| 2011年 | 2月3日            | ポケットモンスター ダイヤモンド&パール 特別編                     | TEAM KATO                                       | 湯山邦彦（総） 須藤典彦             |                                                        |
| 2011年 | 3月 - 2012年1月   | ダンボール戦機                                                    | TEAM INOUE                                      | 高橋ナオヒト                        |                                                        |
| 2011年 | 5月 - 2012年4月   | イナズマイレブンGO                                                | TEAM WASAKI                                     | 秋山勝仁                            |                                                        |
| 2012年 | 1月 - 2013年3月   | ダンボール戦機W                                                   | TEAM INOUE                                      | 高橋ナオヒト                        |                                                        |
| 2012年 | 4月 - 2013年5月   | イナズマイレブンGO クロノ・ストーン                               | TEAM WASAKI →無表記                             | 秋山勝仁                            |                                                        |
| 2012年 | 6月 - 2013年9月   | ポケットモンスター ベストウイッシュ シーズン2                     | TEAM KATO                                       | 湯山邦彦                            |                                                        |
| 2012年 | 9月 - 2013年8月   | たまごっち! ゆめキラドリーム                                      | TEAM KAMEI                                      | 志村錠児                            |                                                        |
| 2013年 | 4月 - 12月        | ダンボール戦機WARS                                                | TEAM INOUE                                      | 高橋ナオヒト                        |                                                        |
| 2013年 | 5月 - 2014年3月   | イナズマイレブンGO ギャラクシー                                   | 無表記 →TEAM KOITABASHI                         | 秋山勝仁                            |                                                        |
| 2013年 | 7月11日           | ミュウツー 〜覚醒への序章〜                                       | N/A                                             | 湯山邦彦                            |                                                        |
| 2013年 | 9月 - 2014年3月   | たまごっち! みらくるフレンズ                                      | TEAM WASAKI                                     | 志村錠児                            |                                                        |
| 2013年 | 10月2日           | ポケットモンスター THE ORIGIN                                     | N/A                                             | 川崎逸朗 黒田幸生 高橋秀弥 冨安大貴 | 共同制作:Production I.G、XEBEC                         |
| 2013年 | 10月 - 2015年11月 | ポケットモンスター XY                                             | TEAM KATO                                       | 湯山邦彦（総） 矢嶋哲生             |                                                        |
| 2014年 | 1月 - 2015年4月   | フューチャーカード バディファイト                                 | N/A                                             | 池田重隆                            | 共同制作:XEBEC                                         |
| 2014年 | 1月 - 2018年3月   | 妖怪ウォッチ                                                      | TEAM INOUE                                      | ウシロシンジ                        |                                                        |
| 2014年 | 3月29日           | ピカイア!（パイロット版）                                         | TEAM KATO                                       | 冨安大貴                            |                                                        |
| 2014年 | 4月 - 2015年3月   | オレカバトル                                                      | N/A                                             | アミノテツロ                        | 共同制作:XEBEC                                         |
| 2014年 | 4月 - 2015年3月   | ドラゴンコレクション                                              | N/A                                             | 川口敬一郎                          |                                                        |
| 2014年 | 4月 - 2015年3月   | GO-GO たまごっち!                                                 | TEAM WASAKI                                     | 志村錠児                            |                                                        |
| 2014年 | 7月17日           | 鉱国のプリンセス ディアンシー                                     | TEAM KOITABASHI                                 | 湯山邦彦（総）                      |                                                        |
| 2015年 | 3月 - 2016年2月   | おまかせ!みらくるキャット団                                       | N/A                                             | 橋本みつお                          |                                                        |
| 2015年 | 4月 - 2016年3月   | フューチャーカード バディファイト100                              | N/A                                             | 池田重隆                            | 共同制作:XEBEC                                         |
| 2015年 | 4月 - 5月         | フーパのおでまし大作戦!!                                          | N/A                                             |                                     |                                                        |
| 2015年 | 4月 - 7月         | ピカイア!                                                         | TEAM KATO                                       | 冨安大貴                            |                                                        |
| 2015年 | 10月 - 2016年10月 | ポケットモンスター XY&Z                                           | TEAM KATO                                       | 湯山邦彦（総） 矢嶋哲生 冨安大貴    |                                                        |
| 2015年 | 10月 - 2018年8月  | かみさまみならい ヒミツのここたま                                 | TEAM WASAKI→ TEAM YOSHIOKA                      | 新田典生 秋山朋子                   |                                                        |
| 2016年 | 4月 - 12月        | 12歳。〜ちっちゃなムネのトキメキ〜                                | TEAM 櫻                                         | 大宙征基                            |                                                        |
| 2016年 | 4月 - 2017年3月   | フューチャーカード バディファイトDDD                              | N/A                                             | 池田重隆                            | 共同制作:XEBEC                                         |
| 2016年 | 4月 - 2017年3月   | ベイブレードバースト                                              | TEAM ABE                                        | 秋山勝仁                            |                                                        |
| 2016年 | 10月 - 2017年10月 | カードファイト!! ヴァンガードG NEXT                               | TEAM KOITABASHI                                 | 川崎逸朗                            |                                                        |
| 2016年 | 11月 - 2019年11月 | ポケットモンスター サン&ムーン                                    | TEAM KATO                                       | 湯山邦彦（総） 冨安大貴             |                                                        |
| 2017年 | 1月 - 4月         | BanG Dream! 1st Season                                            | ISSEN                                           | 大槻敦史                            | 共同制作:XEBEC                                         |
| 2017年 | 2月 - 5月         | ピカイア!!                                                        | TEAM KATO                                       | 冨安大貴（総） 井端義秀             |                                                        |
| 2017年 | 4月 - 7月         | アトム ザ・ビギニング                                             | N/A                                             | 本広克行（総） 佐藤竜雄             | 共同制作:Production I.G、SIGNAL.MD                     |
| 2017年 | 4月 - 12月        | 100%パスカル先生                                                  | TEAM KAMEI                                      | 三浦陽                              |                                                        |
| 2017年 | 4月 - 12月        | プリプリちぃちゃん!!                                              | TEAM 櫻 →TEAM SAKURAI                           | 池添隆博                            |                                                        |
| 2017年 | 4月 - 12月        | トミカハイパーレスキュー ドライブヘッド 機動救急警察              | N/A                                             | 加戸誉夫                            | アニメーション制作協力:XEBEC、アスリード、ACGT         |
| 2017年 | 4月 - 2018年3月   | ベイブレードバースト 神                                           | TEAM ABE                                        | 秋山勝仁（総） 山口健太郎           |                                                        |
| 2017年 | 4月 - 2018年3月   | フューチャーカード バディファイトX                                | N/A                                             | 池田重隆                            | 共同制作:XEBEC                                         |
| 2017年 | 10月 - 2018年4月  | カードファイト!! ヴァンガードG Z                                  | TEAM KOITABASHI                                 | 近藤信宏                            | 共同制作:ブリッジ                                      |
| 2018年 | 1月 - 2019年6月   | 新幹線変形ロボ シンカリオン                                       | N/A                                             | 池添隆博 板井寛樹                   | アニメーション制作協力:亜細亜堂→SynergySP              |
| 2018年 | 1月 - 2020年3月   | ポチっと発明 ピカちんキット                                       | TEAM KOITABASHI                                 | 木村隆一                            | 共同制作:シンエイ動画 アニメーション制作協力:SynergySP |
| 2018年 | 4月 - 9月         | イナズマイレブン アレスの天秤                                     | TEAM KAWAKITA                                   | 日野晃博（総） かまくらゆみ         |                                                        |
| 2018年 | 4月 - 9月         | メジャーセカンド                                                  | TEAM KOJIMA                                     | 渡辺歩                              |                                                        |
| 2018年 | 4月 - 5月         | フューチャーカード バディファイトX オールスターファイト           | N/A                                             | 池田重隆                            | 共同制作:XEBEC                                         |
| 2018年 | 4月 - 2019年3月   | ベイブレードバースト 超ゼツ                                       | TEAM ABE                                        | 秋山勝仁（総） 山口健太郎           |                                                        |
| 2018年 | 4月 - 2019年3月   | 妖怪ウォッチ シャドウサイド                                       | TEAM INOUE                                      | 北條史也                            |                                                        |
| 2018年 | 5月 - 2019年5月   | カードファイト!! ヴァンガード（中・高校生編）                     | TEAM Go                                         | 川崎逸朗                            |                                                        |
| 2018年 | 6月 - 2019年4月   | フューチャーカード 神バディファイト                               | N/A                                             | 加戸誉夫                            | 共同制作:XEBEC                                         |
| 2018年 | 7月 - 2019年6月   | ゾイドワイルド                                                    | TEAM SAKURAI                                    | 須藤典彦                            |                                                        |
| 2018年 | 9月 - 2019年9月   | キラキラハッピー★ ひらけ!ここたま                                 | TEAM YOSHIOKA                                   | 新田典生                            |                                                        |
| 2018年 | 10月 - 2019年9月  | イナズマイレブン オリオンの刻印                                   | TEAM KAWAKITA                                   | 日野晃博（総） かまくらゆみ         |                                                        |
| 2019年 | 4月 - 12月        | 妖怪ウォッチ!                                                     | TEAM INOUE                                      | 泉保良輔 北條史也                   | 共同制作:マジックバス（第22話まで）                    |
| 2019年 | 4月 - 9月         | MIX                                                               | TEAM KOJIMA                                     | 渡部穏寛                            |                                                        |
| 2019年 | 4月 - 2020年3月   | けだまのゴンじろー                                                | N/A                                             | 森井ケンシロウ →平川哲生            | 共同制作:WIT STUDIO、SIGNAL.MD（途中から）             |
| 2019年 | 5月 - 8月         | カードファイト!! ヴァンガード（続・高校生編）                     | TEAM Go                                         | 川崎逸朗                            |                                                        |
| 2019年 | 8月 - 2020年3月   | カードファイト!! ヴァンガード（新右衛門編）                       | TEAM Go →TEAM Abe&Go                            | 川崎逸朗                            |                                                        |
| 2019年 | 10月 - 2020年10月 | ゾイドワイルド ZERO                                               | TEAM MASUDA                                     | 加戸誉夫                            |                                                        |
| 2019年 | 11月 - 2022年12月 | ポケットモンスター（2019年版）                                    | TEAM KATO                                       | 冨安大貴 小平麻紀 大和田淳          |                                                        |
| 2019年 | 12月 - 2021年4月  | 妖怪ウォッチJam 妖怪学園Y 〜Nとの遭遇〜                           | TEAM INOUE                                      | 北條史也                            |                                                        |
| 2020年 | 4月 - 11月        | メジャーセカンド（第2シリーズ）                                   | TEAM KOJIMA                                     | 渡辺歩                              |                                                        |
| 2020年 | 4月 - 8月         | 文豪とアルケミスト 〜審判ノ歯車〜                                 | TEAM KOJIMA                                     | 渡部穏寛                            |                                                        |
| 2020年 | 4月 - 2021年3月   | トミカ絆合体 アースグランナー                                     | TEAM INOUE                                      | ウシロシンジ                        |                                                        |
| 2020年 | 4月 - 2021年3月   | ガル学。〜聖ガールズスクエア学院〜                                | TEAM KATO                                       | 赤城博昭（総） 中田誠 高橋謙仁      | 共同制作:WIT STUDIO                                    |
| 2020年 | 5月 - 11月        | カードファイト!! ヴァンガード外伝 イフ-if-                        | TEAM ABE                                        | 川崎逸朗                            |                                                        |
| 2020年 | 10月 - 2021年3月  | キングスレイド 意志を継ぐものたち                                 | N/A                                             | 星野真                              | 共同制作:SUNRISE BEYOND                                |
| 2021年 | 4月 - 2022年3月   | マジカパーティ                                                    | TEAM INOUE                                      | ウシロシンジ                        |                                                        |
| 2021年 | 4月 - 2022年3月   | 新幹線変形ロボ シンカリオンZ                                      | TEAM ABE                                        | 池添隆博 山口健太郎                 |                                                        |
| 2021年 | 4月 - 6月         | オッドタクシー                                                    | TEAM YOSHIOKA                                   | 木下麦                              | 共同制作:P.I.C.S.                                      |
| 2021年 | 4月 - 2023年3月   | 妖怪ウォッチ♪                                                     | TEAM INOUE                                      | 泉保良輔                            |                                                        |
| 2021年 | 10月 - 12月       | メガトン級ムサシ                                                  | TEAM INOUE                                      | 日野晃博（総） 髙橋滋春             |                                                        |
| 2021年 | 10月 - 12月       | 異世界食堂2                                                       | TEAM YOSHIOKA                                   | 神保昌登                            |                                                        |
| 2021年 | 10月 - 12月       | 古見さんは、コミュ症です。                                        | TEAM KOJIMA                                     | 渡辺歩（総） 川越一生               |                                                        |
| 2022年 | 1月 -             | ニンジャラ                                                        | TEAM INOUE→ TEAM HIKITA                         | 神戸守 島崎奈々子                   |                                                        |
| 2022年 | 1月 - 3月         | ガル学。II 〜Lucky Stars〜                                        | TEAM KATO                                       | 中田誠                              |                                                        |
| 2022年 | 1月 - 3月         | 異世界美少女受肉おじさんと                                        | TEAM YOSHIOKA                                   | 山井紗也香                          |                                                        |
| 2022年 | 4月 - 6月         | 古見さんは、コミュ症です。（第2期）                               | TEAM KOJIMA                                     | 渡辺歩（総） 川越一生               |                                                        |
| 2022年 | 4月 - 9月         | ラブオールプレー                                                  | TEAM YOSHIOKA                                   | 竹内浩志                            | 共同制作:日本アニメーション                            |
| 2022年 | 4月 - 9月         | サマータイムレンダ                                                | TEAM KOJIMA                                     | 渡辺歩                              |                                                        |
| 2022年 | 7月 - 9月         | メガトン級ムサシ（シーズン1特別篇）                               | TEAM INOUE                                      | 日野晃博（総） 髙橋滋春             |                                                        |
| 2022年 | 10月 - 2023年3月  | メガトン級ムサシ（第2期）                                         | TEAM INOUE                                      | 日野晃博（総） 髙橋滋春             |                                                        |
| 2022年 | 12月23日          | ポケットモンスター 遥かなる青い空                                 | TEAM KATO                                       | 湯山邦彦                            |                                                        |
| 2023年 | 1月 - 3月         | イジらないで、長瀞さん 2nd Attack                                 | TEAM INOUE                                      | ウシロシンジ                        |                                                        |
| 2023年 | 1月 - 3月         | ポケットモンスター めざせポケモンマスター                         | TEAM KATO                                       | 湯山邦彦（総） 冨安大貴             |                                                        |
| 2023年 | 4月 - 9月         | MIX MEISEI STORY 2ND SEASON ～二度目の夏、空の向こうへ～          | TEAM MASUDA                                     | 神谷智大                            |                                                        |
| 2023年 | 4月 - 12月        | 冒険大陸 アニアキングダム                                         | N/A                                             | 石崎太郎（総）                      | 共同制作:インフィニティビジョン                        |
| 2023年 | 4月 - 12月        | ゴー!ゴー!びーくるずー                                            | N/A                                             | 竹村菜月                            | 共同制作:SIGNAL.MD                                     |
| 2023年 | 4月 -             | ポケットモンスター（2023年版）                                    | TEAM KATO→ TEAM KUMEMURA                        | でんさおり 冨安大貴 矢嶋哲生        |                                                        |
| 2023年 | 7月 - 9月         | 悲劇の元凶となる最強外道ラスボス女王は民の為に尽くします。        | TEAM YOSHIOKA                                   | 新田典生                            |                                                        |
| 2023年 | 7月 - 12月        | ダークギャザリング                                                | TEAM MASUDA                                     | 博史池畠                            |                                                        |
| 2023年 | 10月 -            | BEYBLADE X                                                        | TEAM MASUDA                                     | 秋山勝仁（総） 寺田素都             |                                                        |
| 2023年 | 10月 - 2024年3月  | 薬屋のひとりごと                                                  | N/A                                             | 長沼範裕                            | 共同制作:TOHO animation STUDIO                         |
| 2023年 | 10月 - 12月       | 最果てのパラディン 鉄錆の山の王                                   | N/A                                             | 岩永彰                              | 共同制作:SUNRISE BEYOND                                |
| 2024年 | 1月 - 3月         | ぽんのみち                                                        | TEAM INOUE                                      | 南川達馬                            |                                                        |
| 2024年 | 1月 - 3月         | 月刊モー想科学                                                    | TEAM YOSHIOKA                                   | 宮脇千鶴                            |                                                        |
| 2024年 | 4月 - 6月         | オーイ! とんぼ                                                    | Division 2                                      | オ ジング                           | 第1期                                                  |
| 2024年 | 10月 - 12月       | オーイ! とんぼ                                                    | Division 2                                      | オ ジング                           | 第2期                                                  |
| 2024年 | 4月 -             | ひみつのアイプリ                                                  | 無表記→Division 2                               | 藤咲淳一 山口健太郎                 | 共同制作:同友アニメーション                            |
| 2024年 | 7月 - 9月         | ダンジョンの中のひと                                              | TEAM YOSHIOKA                                   | 山井紗也香                          |                                                        |
| 2024年 | 7月 - 9月         | 俺は全てを【パリイ】する 〜逆勘違いの世界最強は冒険者になりたい〜 | N/A                                             | 福山大                              |                                                        |
| 2024年 | 10月 -            | 殿と犬                                                            | N/A                                             | 春日森春木                          | 共同制作:Live2D Creative Studio                        |
| 2025年 | 1月 - 7月         | 薬屋のひとりごと（第2期）                                         | N/A                                             | 長沼範裕（総） 筆坂明規             | 共同制作:TOHO animation STUDIO                         |
| 2025年 | 4月 -             | 宇宙人ムームー                                                    | Division 2                                      | 高橋知也                            |                                                        |
| 2025年 | 7月 -             | 追放者食堂へようこそ!                                             | TEAM YOSHIOKA                                   | 志村錠児                            |                                                        |
| 2025年 | 7月 -             | ニャイト・オブ・ザ・リビングキャット                              | Division 1                                      | 三池崇史（総） 神谷智大             |                                                        |
| 2025年 | 10月 -            | Let's Play クエストだらけのマイライフ                             | 未公表                                          | 冨安大貴                            |                                                        |

### 劇場アニメ
| 公開年 | タイトル                                                                                                 | 制作チーム                 | 監督                  | 備考                                     |
| ------ | --- | -------------------------- | --------------------- | ---------------------------------------- |
| 1998年 | 劇場版ポケットモンスター ミュウツーの逆襲・ピカチュウのなつやすみ                                        | TEAM KOITABASHI            | 湯山邦彦              |                                          |
| 1999年 | 劇場版ポケットモンスター 幻のポケモン ルギア爆誕・ピカチュウたんけんたい                                 | TEAM KOITABASHI            | 湯山邦彦              |                                          |
| 2000年 | 劇場版ポケットモンスター 結晶塔の帝王 ENTEI・ピチューとピカチュウ                                        | TEAM KOITABASHI            | 湯山邦彦              |                                          |
| 2001年 | 劇場版ポケットモンスター セレビィ 時を超えた遭遇・ピカチュウのドキドキかくれんぼ                         | TEAM KOITABASHI            | 湯山邦彦              |                                          |
| 2002年 | 劇場版ポケットモンスター 水の都の護神 ラティアスとラティオス・ピカピカ星空キャンプ                       | TEAM KOITABASHI            | 湯山邦彦              |                                          |
| 2003年 | 劇場版ポケットモンスター アドバンスジェネレーション 七夜の願い星 ジラーチ・おどるポケモンひみつ基地      | TEAM KOITABASHI            | 湯山邦彦              |                                          |
| 2004年 | 劇場版ポケットモンスター アドバンスジェネレーション 裂空の訪問者 デオキシス                              | TEAM KOITABASHI            | 湯山邦彦              |                                          |
| 2004年 | 新暗行御史                                                                                               | TEAM KOITABASHI            | 志村錠児              | 共同制作:CHARACTERPLAN                   |
| 2005年 | 劇場版ポケットモンスター アドバンスジェネレーション ミュウと波導の勇者 ルカリオ                          | TEAM KOITABASHI            | 湯山邦彦              |                                          |
| 2006年 | 劇場版ポケットモンスター アドバンスジェネレーション ポケモンレンジャーと蒼海の王子 マナフィ              | TEAM KOITABASHI            | 湯山邦彦              |                                          |
| 2006年 | 劇場版 どうぶつの森                                                                                      | TEAM KAMEI                 | 志村錠児              |                                          |
| 2007年 | 劇場版ポケットモンスター ダイヤモンド&パール ディアルガVSパルキアVSダークライ                            | TEAM KOITABASHI            | 湯山邦彦              |                                          |
| 2007年 | えいがでとーじょー! たまごっち ドキドキ! うちゅーのまいごっち!?                                          | TEAM KAMEI                 | 志村錠児              |                                          |
| 2008年 | 劇場版ポケットモンスター ダイヤモンド&パール ギラティナと氷空の花束 シェイミ                             | TEAM KOITABASHI            | 湯山邦彦              |                                          |
| 2008年 | 映画! たまごっち うちゅーいちハッピーな物語!?                                                            | TEAM KAMEI                 | 志村錠児              |                                          |
| 2009年 | 劇場版ポケットモンスター ダイヤモンド&パール アルセウス 超克の時空へ                                     | TEAM KOITABASHI            | 湯山邦彦              |                                          |
| 2009年 | レイトン教授と永遠の歌姫                                                                                 | TEAM KAMEI                 | 橋本昌和              | 共同制作:P.A.WORKS                       |
| 2010年 | 劇場版ポケットモンスター ダイヤモンド&パール 幻影の覇者 ゾロアーク                                       | TEAM KOITABASHI            | 湯山邦彦              |                                          |
| 2010年 | 劇場版イナズマイレブン 最強軍団オーガ襲来                                                                | TEAM KOITABASHI            | 宮尾佳和              |                                          |
| 2011年 | 劇場版ポケットモンスター ベストウイッシュ ビクティニと黒き英雄 ゼクロム / ビクティニと白き英雄 レシラム  | TEAM KOITABASHI            | 湯山邦彦              | 共同制作:Production I.G、XEBEC           |
| 2011年 | 劇場版イナズマイレブンGO 究極の絆 グリフォン                                                             | TEAM KOITABASHI            | 宮尾佳和              |                                          |
| 2012年 | 劇場版ポケットモンスター ベストウイッシュ キュレムVS聖剣士 ケルディオ・メロエッタのキラキラリサイタル    | TEAM KOITABASHI            | 湯山邦彦              |                                          |
| 2012年 | 劇場版イナズマイレブンGO vs ダンボール戦機W                                                              | TEAM KOITABASHI TEAM INOUE | 宮尾佳和              |                                          |
| 2013年 | 劇場版ポケットモンスター ベストウイッシュ 神速のゲノセクト ミュウツー覚醒・ピカチュウとイーブイ☆フレンズ | TEAM KOITABASHI            | 湯山邦彦              |                                          |
| 2013年 | 映画はなかっぱ 花さけ!パッカ〜ん♪ 蝶の国の大冒険                                                         | N/A                        | のなかかずみ          | 共同制作:XEBEC                           |
| 2014年 | イナズマイレブン 超次元ドリームマッチ                                                                    | TEAM KOITABASHI            | 秋山勝仁              |                                          |
| 2014年 | ポケモン・ザ・ムービーXY 破壊の繭とディアンシー・ピカチュウ、これなんのカギ?                             | TEAM KAMEI                 | 湯山邦彦              |                                          |
| 2014年 | 映画 妖怪ウォッチ 誕生の秘密だニャン!                                                                    | TEAM INOUE                 | ウシロシンジ 髙橋滋春 |                                          |
| 2015年 | ポケモン・ザ・ムービーXY 光輪の超魔神 フーパ・ピカチュウとポケモンおんがくたい                           | TEAM KAMEI                 | 湯山邦彦              |                                          |
| 2015年 | 映画 妖怪ウォッチ エンマ大王と5つの物語だニャン!                                                         | TEAM KOITABASHI TEAM INOUE | ウシロシンジ 髙橋滋春 |                                          |
| 2015年 | 百日紅 〜Miss HOKUSAI〜                                                                                  | N/A                        | 原恵一                | 制作:Production I.G                      |
| 2016年 | ポケモン・ザ・ムービーXY&Z ボルケニオンと機巧のマギアナ                                                  | TEAM KAMEI                 | 湯山邦彦              |                                          |
| 2016年 | 映画 妖怪ウォッチ 空飛ぶクジラとダブル世界の大冒険だニャン!                                              | TEAM INOUE TEAM MIIKE      | ウシロシンジ 横井健司 |                                          |
| 2017年 | 映画 かみさまみならい ヒミツのここたま 奇跡をおこせ♪ テップルとドキドキここたま界                        | TEAM YOSHIOKA              | 新田典生              |                                          |
| 2017年 | 映画たまごっち ヒミツのおとどけ大作戦!                                                                   | TEAM YOSHIOKA              | 志村錠児              |                                          |
| 2017年 | 劇場版ポケットモンスター キミにきめた!                                                                   | TEAM KATO                  | 湯山邦彦              |                                          |
| 2017年 | 映画 妖怪ウォッチ シャドウサイド 鬼王の復活                                                              | TEAM INOUE                 | ウシロシンジ          |                                          |
| 2018年 | 劇場版ポケットモンスター みんなの物語                                                                    | TEAM KATO                  | 矢嶋哲生              | 共同制作:WIT STUDIO                      |
| 2018年 | 映画 ドライブヘッド〜トミカハイパーレスキュー 機動救急警察〜                                             | N/A                        | 加戸誉夫              | アニメーション制作協力:XEBEC、アスリード |
| 2018年 | 映画 妖怪ウォッチ FOREVER FRIENDS                                                                        | TEAM INOUE                 | 高橋滋春              |                                          |
| 2019年 | 二ノ国                                                                                                   | TEAM KATO                  | 百瀬義行              |                                          |
| 2019年 | 映画 妖怪学園Y 猫はHEROになれるか                                                                        | TEAM INOUE                 | 高橋滋春              |                                          |
| 2019年 | 劇場版 新幹線変形ロボ シンカリオン 未来からきた神速のALFA-X                                              | N/A                        | 池添隆博              | アニメーション制作協力:SynergySP         |
| 2020年 | 劇場版ポケットモンスター ココ                                                                            | TEAM KATO                  | 矢嶋哲生              |                                          |
| 2021年 | 映画 妖怪ウォッチ♪ ケータとオレっちの出会い編だニャン♪ワ、ワタクシも〜♪♪                                 | TEAM INOUE                 | 須藤典彦              | イオンシネマ限定公開                     |
| 2021年 | 劇場版 総集編 マジカパーティ                                                                             | TEAM INOUE                 | ウシロシンジ          | イオンシネマ限定公開                     |
| 2022年 | 映画 オッドタクシー イン・ザ・ウッズ                                                                     | TEAM YOSHIOKA              | 木下麦                | 共同制作：P.I.C.S.                       |
| 2023年 | 妖怪ウォッチ♪ ジバニャンvsコマさん もんげー大決戦だニャン                                                | TEAM INOUE                 | 泉保良輔              |                                          |
| 2024年 | 映画 イナズマイレブン総集編 伝説のキックオフ                                                             |                            | 日野晃博（総）        | 総集編                                   |

### OVA
| 発売年 | タイトル                                                | 制作チーム      | 監督              | 備考                                          |
| ------ | ------------------------------------------------------- | --------------- | ----------------- | --------------------------------------------- |
| 1995年 | GUNSMITH CATS                                           | TEAM KOITABASHI | もりたけし        | -1996年                                       |
| 1996年 | ウェディングピーチDX                                    | TEAM OTA        | 湯山邦彦          | -1997年                                       |
| 1997年 | ぶっとび!!CPU                                           | TEAM WASAKI     | 日高政光          |                                               |
| 1998年 | パワードール・プロジェクトα                             | TEAM KOITABASHI | 日高政光          |                                               |
| 1998年 | 誘惑COUNT DOWN 鏡                                       | TEAM KOITABASHI | 高橋ナオヒト      | 成人向ルートで販売 社名ノンクレジット         |
| 1998年 | ビ・ヨンド                                              | TEAM IGUCHI     | くりもとひろゆき  | 成人向ルートで販売 ビ・ヨンドプロジェクト名義 |
| 1998年 | ポケットモンスター ピカチュウのふゆやすみ               | TEAM OTA        | 湯山邦彦          |                                               |
| 1998年 | クイーン・エメラルダス                                  | TEAM WASAKI     | 浅田裕二 影山楙倫 | -1999年                                       |
| 1999年 | ポケットモンスター ピカチュウのふゆやすみ2000           | TEAM KOITABASHI | 湯山邦彦          |                                               |
| 1999年 | ハイスクール・オーラバスター                            | TEAM IGUCHI     | 亀垣一            |                                               |
| 2000年 | ポケットモンスター ピチューとピカチュウのふゆやすみ2001 | TEAM KOITABASHI | 湯山邦彦          |                                               |
| 2000年 | 鋼鉄天使くるみ                                          | TEAM WASAKI     | 高橋ナオヒト      |                                               |
| 2001年 | 鋼鉄天使くるみ零                                        | TEAM WASAKI     | 高橋ナオヒト      |                                               |
| 2003年 | みずいろ 全年齢版                                       | TEAM IWASA      | 井硲清高          |                                               |
| 2003年 | アーリーレインズ                                        | TEAM IGUCHI     | 浅田裕二          |                                               |
| 2012年 | うたえメロエッタ リンカのみをさがせ                     | TEAM KOITABASHI | 湯山邦彦          |                                               |
| 2015年 | おでまし小魔神フーパ                                    | TEAM KAMEI      | 湯山邦彦（総）    |                                               |
| 2018年 | イナズマイレブン Reloaded                               | TEAM KAWAKITA   | 日野晃博          |                                               |

### Webアニメ
| 配信年 | タイトル                                                                  | 制作チーム    | 監督                                  | 備考                   |
| ------ | ------------------------------------------------------------------------- | ------------- | ------------------------------------- | ---------------------- |
| 2008年 | たまごっちオリジナルアニメ                                                | TEAM KAMEI    | 浅田裕二                              |                        |
| 2016年 | Bee and PuppyCat                                                          | TEAM SAKURAI  | ラリー・レイックリター                | 7話〜10話のみ          |
| 2016年 | ポケモンジェネレーションズ                                                | TEAM KATO     | 冨安大貴                              |                        |
| 2016年 | イナズマイレブン アレスの天秤 ゲーム&アニメーション パイロットフィルム    | N/A           | 日野晃博（総） かまくらゆみ           |                        |
| 2016年 | イナズマイレブン アウターコード                                           | TEAM KAWAKITA | 日野晃博（総） かまくらゆみ           | -2017年                |
| 2016年 | 100%パスカル先生                                                          | N/A           | N/A                                   | -2017年                |
| 2017年 | 「イナズマイレブン アレスの天秤」超新作映像「フットボールフロンティア編」 | N/A           | 日野晃博（総） かまくらゆみ           |                        |
| 2019年 | ベイブレードバースト ガチ                                                 | TEAM ABE      | 秋山勝仁（総） オ ジング              | -2020年                |
| 2019年 | モノのかみさま ここたま                                                   | TEAM YOSHIOKA | 新田典生                              | -2020年                |
| 2020年 | ベイブレードバースト スパーキング                                         | TEAM ABE      | 秋山勝仁（総） オ ジング              | -2021年                |
| 2021年 | Pokémon Evolutions                                                        | TEAM KATO     | 冨安大貴                              | -2021年                |
| 2021年 | ベイブレードバースト ダイナマイトバトル                                   | TEAM MASUDA   | 秋山勝仁（総） オ ジング              | -2022年                |
| 2022年 | Bee and PuppyCat: Lazy in Space                                           | TEAM YOSHIOKA | 志村錠児（総） ラリー・レイックリター |                        |
| 2022年 | ポケットモンスター 神とよばれし アルセウス                                | TEAM KATO     | 浅田裕二                              |                        |
| 2023年 | Beyblade Burst QuadStrike                                                 | TEAM MASUDA   | 秋山勝仁（総） オ ジング              | 海外放送・配信向け作品 |

### ゲーム
| 発売年 | タイトル                                                         | 機種                                                  | 制作チーム                 | 備考                                                |
| ------ | ---------------------------------------------------------------- | ----------------------------------------------------- | -------------------------- | --------------------------------------------------- |
| 1993年 | バブルボブル2                                                    | ファミリーコンピュータ                                | N/A                        | デビュー作品、2Dグラフィック開発                    |
| 1994年 | すごいへべれけ                                                   | スーパーファミコン                                    | N/A                        | 2Dグラフィック開発                                  |
| 1994年 | キッドクラウンのクレイジーチェイス                               | スーパーファミコン                                    | N/A                        | 設定制作                                            |
| 1996年 | メルティランサー 〜銀河少女警察2086〜                            | PlayStation                                           | N/A                        | ゲーム内アニメーション映像制作                      |
| 1996年 | キッドクラウンのクレイジーチェイス2 〜ラヴ・ラヴ・ハニー争奪戦〜 | PlayStation                                           | TEAM OTA                   | ゲーム内アニメーション映像制作                      |
| 1997年 | ゲーム天国                                                       | セガサターン                                          | TEAM KOITABASHI            | 0号バンドルアニメーション制作                       |
| 1997年 | テクストート・ルド 〜アルカナ戦記〜                              | セガサターン                                          | TEAM WASAKI                | OP・EDアニメーション制作                            |
| 1997年 | 蒼空の翼 〜GOTHAWORLD〜                                          | セガサターン PlayStation                              | N/A                        | ゲーム内アニメーション制作                          |
| 1998年 | YAKATA Nightmare Project                                         | PlayStation                                           | TEAM IGUCHI                | ゲーム内アニメーション制作                          |
| 1998年 | くのいち捕物帖                                                   | セガサターン PlayStation                              | TEAM KOITABASHI            | ゲーム内アニメーション制作                          |
| 1998年 | だんじょん商店会 ～伝説の剣はじめました                          | PlayStation                                           | TEAM KOITABASHI            | オープニングアニメーション制作                      |
| 1999年 | To Heart                                                         | PlayStation                                           | TEAM WASAKI                | オープニングアニメーション制作                      |
| 1999年 | 70年代風ロボットアニメ ゲッP-X                                   | PlayStation                                           | N/A                        | ムービパート                                        |
| 2000年 | アディのおくりもの                                               | PlayStation                                           | TEAM KOITABASHI            |                                                     |
| 2000年 | 賭博黙示録カイジ                                                 | PlayStation                                           | TEAM KOITABASHI            |                                                     |
| 2000年 | Pokémon Puzzle League                                            | NINTENDO 64                                           | TEAM OTA                   | 北米・ヨロッパ向けソフト ゲーム内アニメーション制作 |
| 2001年 | ナニワ金融道 青木雄二の世間胸算用                                | PlayStation                                           | TEAM KOITABASHI            |                                                     |
| 2003年 | ポケモンチャンネル 〜ピカチュウといっしょ!〜                     | ニンテンドー ゲームキューブ                           | TEAM KOITABASHI            | 『ぼくたちピチューブラザーズ』 エピソード制作       |
| 2008年 | イナズマイレブン                                                 | ニンテンドーDS                                        | TEAM KOITABASHI            |                                                     |
| 2009年 | イナズマイレブン2 脅威の侵略者                                   | ニンテンドーDS                                        | TEAM KOITABASHI            |                                                     |
| 2010年 | イナズマイレブン3 世界への挑戦!!                                 | ニンテンドーDS                                        | TEAM KOITABASHI            |                                                     |
| 2011年 | イナズマイレブン ストライカーズ                                  | Wii                                                   | TEAM KOITABASHI            |                                                     |
| 2011年 | ダンボール戦機                                                   | PlayStation Portable ニンテンドー3DS                  | TEAM KOITABASHI TEAM INOUE |                                                     |
| 2011年 | イナズマイレブンGO                                               | ニンテンドー3DS                                       | TEAM KOITABASHI            |                                                     |
| 2012年 | ダンボール戦機W                                                  | PlayStation Portable PlayStation Vita ニンテンドー3DS | TEAM INOUE                 |                                                     |
| 2012年 | イナズマイレブンGO 2 クロノ・ストーン                            | ニンテンドー3DS                                       | TEAM KOITABASHI            |                                                     |
| 2012年 | イナズマイレブンGO ストライカーズ2013                            | Wii                                                   | N/A                        |                                                     |
| 2013年 | 妖怪ウォッチ                                                     | ニンテンドー3DS                                       | TEAM INOUE                 |                                                     |
| 2013年 | イナズマイレブンGO ギャラクシー                                  | ニンテンドー3DS                                       | TEAM KOITABASHI            |                                                     |
| 2014年 | 妖怪ウォッチ2 元祖/本家/真打                                     | ニンテンドー3DS                                       | TEAM INOUE                 |                                                     |
| 2015年 | 妖怪ウォッチバスターズ 赤猫団/白犬隊/月兎組                      | ニンテンドー3DS                                       | TEAM INOUE                 |                                                     |
| 2016年 | 妖怪ウォッチ3 スシ/テンプラ/スキヤキ                             | ニンテンドー3DS                                       | TEAM INOUE                 |                                                     |
| 2016年 | ポケットモンスター サン・ムーン                                  | ニンテンドー3DS                                       | N/A                        | イラスト協力                                        |
| 2017年 | 妖怪ウォッチバスターズ2 秘宝伝説バンバラヤー ソード/マグナム     | ニンテンドー3DS                                       | TEAM INOUE                 |                                                     |
| 2021年 | メガトン級ムサシ                                                 | Nintendo Switch PlayStation 4                         | TEAM INOUE                 |                                                     |
| 2022年 | メガトン級ムサシX（クロス）                                      | Nintendo Switch PlayStation 4 PlayStation 5           | TEAM INOUE                 |                                                     |
| 2024年 | メガトン級ムサシW（ワイアード）                                  | Nintendo Switch PlayStation 4 PlayStation 5 Steam     | TEAM INOUE                 |                                                     |
| 2024年 | ライドカメンズ                                                   | iOS Android                                           | TEAM KATO                  | 変身アニメーション制作                              |

### テレビドラマ
| 開始年 | 放送期間         | タイトル                          | 制作チーム    | 備考                                 |
| ------ | ---------------- | --------------------------------- | ------------- | ------------------------------------ |
| 2007年 | 2月 - 3月        | 百鬼夜行抄                        | N/A           |                                      |
| 2007年 | 1月 - 2009年11月 | 新・美味しんぼ                    | TEAM MIYAGAWA |                                      |
| 2008年 | 4月 - 2009年3月  | ケータイ捜査官7                   | N/A           | 共同制作:Production I.G              |
| 2009年 | 1月 - 11月       | 天地人                            | N/A           | タイトル映像担当                     |
| 2011年 | 10月 - 12月      | QP                                | N/A           |                                      |
| 2012年 | 6月6日           | 信州山岳刑事 道原伝吉             | TEAM MIYAGAWA | 第1作                                |
| 2014年 | 5月28日          | 信州山岳刑事 道原伝吉             | TEAM MIYAGAWA | 第2作                                |
| 2015年 | 4月8日           | 信州山岳刑事 道原伝吉             | TEAM MIYAGAWA | 第3作                                |
| 2015年 | 12月28日         | 信州山岳刑事 道原伝吉             | TEAM MIYAGAWA | 第4作                                |
| 2017年 | 4月 - 2018年3月  | アイドル×戦士 ミラクルちゅーんず! | TEAM MIIKE    |                                      |
| 2018年 | 4月 - 2019年3月  | 魔法×戦士 マジマジョピュアーズ!   | TEAM MIIKE    |                                      |
| 2019年 | 4月 - 2020年6月  | ひみつ×戦士 ファントミラージュ!   | TEAM MIIKE    |                                      |
| 2020年 | 7月 - 2021年6月  | ポリス×戦士 ラブパトリーナ!       | TEAM MIIKE    |                                      |
| 2021年 | 7月 - 2022年6月  | ビッ友×戦士 キラメキパワーズ!     | TEAM MIIKE    | 22年4月から6月まで15分短縮           |
| 2022年 | 4月 - 12月       | リズスタ -Top of Artists!-        | TEAM MIIKE    | 6月までが15分番組、7月以降は30分番組 |
| 2023年 | 7月 - 9月        | 警部補ダイマジン                  | TEAM MIIKE    | 楽映舎と共に制作協力としてクレジット |

### 実写映画
| 公開年 | タイトル                                           | 制作チーム      | 備考 |
| ------ | -------------------------------------------------- | --------------- | ---- |
| 2004年 | ゼブラーマン                                       | TEAM KOITABASHI | CGI  |
| 2011年 | 忍たま乱太郎                                       | TEAM MIYAGAWA   |      |
| 2011年 | 一命                                               | TEAM MIYAGAWA   |      |
| 2012年 | 逆転裁判                                           | TEAM MIYAGAWA   |      |
| 2012年 | 悪の教典                                           | TEAM MIYAGAWA   |      |
| 2013年 | 藁の楯                                             | TEAM MIYAGAWA   |      |
| 2014年 | 土竜の唄 潜入捜査官REIJI                           | TEAM MIYAGAWA   |      |
| 2014年 | 喰女-クイメ-                                       | TEAM MIYAGAWA   |      |
| 2014年 | 劇場版 カードファイト!! ヴァンガード 3つのゲーム   | TEAM MIYAGAWA   |      |
| 2014年 | 神さまの言うとおり                                 | TEAM MIYAGAWA   |      |
| 2015年 | 風に立つライオン                                   | TEAM MIYAGAWA   |      |
| 2015年 | 極道大戦争                                         | TEAM MIYAGAWA   |      |
| 2016年 | テラフォーマーズ                                   | TEAM MIIKE      |      |
| 2016年 | 土竜の唄 香港狂騒曲                                | TEAM MIIKE      |      |
| 2017年 | 無限の住人                                         | TEAM MIIKE      |      |
| 2017年 | ジョジョの奇妙な冒険 ダイヤモンドは砕けない 第一章 | TEAM MIIKE      |      |
| 2018年 | ラプラスの魔女                                     | TEAM MIIKE      |      |
| 2020年 | 初恋                                               | TEAM MIIKE      |      |
| 2021年 | 妖怪大戦争 ガーディアンズ                          | TEAM MIIKE      |      |
| 2021年 | 土竜の唄 FINAL                                     | TEAM MIIKE      |      |

### その他
| 年     | タイトル                      | 備考                                       |
| ------ | ----------------------------- | ------------------------------------------ |
| 1997年 | TWO-MIX「WHITE REFLECTION」   | プロモーションビデオ、TEAM KANDA           |
| 2008年 | カニエウエスト「Good Mornig」 | プロモーションビデオ、村上隆ディレクション |
| 2015年 | Pac's Scary Halloween         | スペシャル、アメリカ製作                   |
| 2015年 | Santa Pac's Merry Berry Day   | スペシャル、アメリカ製作                   |
| 2018年 | TWICE「Candy Pop」Music Video | プロモーションビデオ、TEAM KATO            |

## オー・エル・エム・デジタル
株式会社オー・エル・エム・デジタル（英: OLM Digital, Inc.）は、デジタルアニメーションコンテンツの企画・制作を主な事業とする日本の企業。株式会社オー・エル・エムの子会社。
テレビアニメの他、実写映画の3DCGの制作を担当している。
2024年4月1日付のIMAGICA GROUP人事異動に伴い、創業時より代表取締役社長を務めてきた奥野敏聡が退任し、後任にはオー・エル・エムで常務取締役を務める坂美佐子が就任した。

### 作品履歴（デジタル）

#### テレビアニメ（デジタル）
| 放送年  | タイトル                            | 備考                                                                                                |
| ------- | ----------------------------------- | --------------------------------------------------------------------------------------------------- |
| 2000年  | DINOZAURS：THE SERIES               | 海外作品、共同制作:サンライズ、サバン・エンターテイメント                                           |
| 2006年  | シルクロード少年 ユート             | -2007年                                                                                             |
| 2013年  | パックワールド                      | -2015年、共同制作:Sprite Animation Studios（アメリカ）アメリカ製作                                  |
| 2017年  | スナックワールド                    | -2018年                                                                                             |
| 2019年- | パウ・パトロール                    | 日本語吹替版の制作 アニメーション制作:Guru Studio（カナダ）/Spin Master Entertainment（アメリカ）   |
| 2020年  | ポータウンのなかまたち              | 日本語吹替版の制作 共同制作:Cloudco Entertainment（アメリカ）/電通/Sprite Entertainment（アメリカ） |
| 2022年  | ぷにるんず                          | -2023年                                                                                             |
| 2024年  | 最強王図鑑 〜The Ultimate Battles〜 | |
| 2024年  | ひみつのアイプリ                    | 共同制作：OLM、同友アニメーション                                                                   |
| 2024年  | ぷにるんず ぷに2                    | |

#### 劇場アニメ（デジタル）
| 公開年 | タイトル                   | 備考                                          |
| ------ | -------------------------- | --------------------------------------------- |
| 2016年 | ルドルフとイッパイアッテナ | 共同制作:Sprite Animation Studios（アメリカ） |
| 2016年 | CYBORG009 CALL OF JUSTICE  | 共同制作:SIGNAL.MD                            |
| 2019年 | ミュウツーの逆襲 EVOLUTION | 共同制作:Sprite Animation Studios（アメリカ） |

#### ゲーム（デジタル）
| 公開年 | タイトル                                                             | 機種                           | 備考                         |
| ------ | -------------------------------------------------------------------- | ------------------------------ | ---------------------------- |
| 2012年 | GRAVITY DAZE/重力的眩暈:上層への帰還において彼女の内宇宙に生じた摂動 | PlayStation Vita PlayStation 4 | ポリゴンデモンストレーション |
| 2015年 | ポッ拳 POKKÉN TOURNAMENT                                             | Wii U                          | CGムービー制作               |
| 2015年 | 妖怪ウォッチ ぷにぷに                                                | iOS Android                    | オープニング映像制作         |
| 2017年 | スナックワールド トレジャラーズ                                      | ニンテンドー3DS                | CGアート制作協力             |
| 2018年 | スナックワールド トレジャラーズ ゴールド                             | Nintendo Switch                | CGアート制作協力             |

#### 実写映画（デジタル）
| 公開年 | タイトル                         | 備考        |
| ------ | -------------------------------- | ----------- |
| 2005年 | 妖怪大戦争                       | CGI         |
| 2005年 | タッチ                           | CGI（一部） |
| 2006年 | ラフ ROUGH                       | CGI（一部） |
| 2006年 | フラガール                       |             |
| 2007年 | パッチギ! LOVE&PEACE             |             |
| 2007年 | スキヤキ・ウエスタン ジャンゴ    |             |
| 2007年 | クローズZERO                     |             |
| 2009年 | ヤッターマン                     |             |
| 2009年 | クローズZERO II                  |             |
| 2010年 | ゼブラーマン2 ゼブラシティの逆襲 |             |

#### その他（デジタル）
| 年     | タイトル                            | 備考                                              |
| ------ | ----------------------------------- | ------------------------------------------------- |
| 2015年 | スナックワールド（パイロット版）    | 共同制作:Sprite Animation Studios（アメリカ）     |
| 2018年 | Foorin「パプリカ」マスコットVer.    | プロモーションビデオ、NHK『みんなのうた』内で放送 |
| 2022年 | ぐでたま 〜母をたずねてどんくらい〜 | 制作協力:レスパスフィルム                         |

### 参加作品
テレビアニメ
- ポケットモンスターシリーズ
- フューチャーカード バディファイト
- 白銀の意思 アルジェヴォルン
- BanG Dream!（XEBECと共同）

劇場アニメ
- 劇場版ポケットモンスターシリーズ
- 映画 妖怪ウォッチシリーズ

実写映画
- 三池崇史監督作品

## 関連人物

### アニメーター・演出家
- 湯山邦彦
- 高橋ナオヒト
- 千羽由利子
- 水谷貴哉
- 松原徳弘
- 中田正彦
- 中村和久
- 広岡トシヒト
- 小平麻紀
- 冨安大貴
- 村田和也
- 日高政光
- 須藤典彦

- 一石小百合
- 中野悟史
- 沢田正人
- 深沢幸司
- えんどうてつや
- 東海林康和
- 井ノ上ユウ子
- 山田俊也
- 池田裕治
- 大河しのぶ
- 矢嶋哲生
- 新田典生

### 制作
- 釜秀樹（取締役副社長→代表取締役、東宝出身）
- 大久保力（常務取締役→取締役副社長）
- 坂美佐子（取締役→常務取締役）
- 奥野敏聡（創業者、初代代表取締役社長）
- 近藤潤（取締役）
- 四倉達夫（取締役）
- 宮本なお子（取締役）
- 森下勝司（取締役、Production I.G→シグナル・エムディ出身）
- 高橋良昌（取締役〈非常勤〉）
- 大西健男（監査役〈非常勤〉）
- 大島満（元代表取締役副社長、バップ出身）
- 神田修吉（元取締役）
- 古市直彦（元取締役、小学館集英社プロダクション出身）
- 北嶋秀彦（元取締役、ビラコチャ代表取締役）
- 小板橋司

- 和崎伸之
- 太田昌二
- 井口憲明
- 岩佐岳（現：WHITE FOX代表取締役社長）
- 加藤浩幸
- 亀井康輝
- 澤田剛
- 吉岡大輔
- 井上剛
- 河北学（現：アクアスター所属）
- 草壁匠
- 大久保圭
- 正田聡史
- 住友英司
- 櫻井涼介（現：イーストフィッシュスタジオ所属）

- 阿部勇（現：KONAMI Animation所属）
- 児島宏明（現：バグフィルム代表取締役）
- 増田克人
- 間取美帆
- 三宅川敬輔
- 芝原靖史（現：トリプル・ドメイン代表取締役）
- 村田貢一（現：Be Loop代表）
- 木村崇信
- 鈴森龍（現：イーストフィッシュスタジオ代表取締役）

## 関連頂目
- スタジオコクピット
- 葦プロダクション - 湯山邦彦が所属していたアニメプロダクション。
- うしおととら - 当社立ち上げ以前、一部のスタッフが携わったOVA。
- XEBEC

## 同社スタッフ・OBが独立・起業した会社
- トリプル・ドメイン - プロデューサーの芝原靖史が2001年に設立。
- F9 - OLM Digital元スタッフの木村崇信が2005年に設立。
- WHITE FOX - プロデューサーの岩佐岳と一部のスタッフが独立し2007年に設立。
- Be Loop - 制作デスクの村田貢一が2011年に設立。
- イーストフィッシュスタジオ - 設定制作・制作進行の鈴森龍が2017年に設立。
- レイルズ - CGプロデューサーの小林雅士が2020年に設立。
- バグフィルム - プロデューサーの児島宏明と一部のスタッフが独立し2021年に設立[15]。
- ARED - 美術監督の高尾克己とOLM DigitalのCG背景美術スタッフが独立し2024年に設立。